# Vieux-Bourg
Vieux-Bourg är en kommun i departementet Calvados i regionen Normandie i norra Frankrike. Kommunen ligger i kantonen Pont-l'Évêque som ligger i arrondissementet Lisieux. År 2022 hade Vieux-Bourg 91 invånare.

## Befolkningsutveckling
Antalet invånare i kommunen Vieux-Bourg
Referens:INSEE